# Даркуль Куюкова
Даркуль Куюкова (* 15 травня 1919, Тьокьолдьош, СРСР — † 20 березня 1997, Бішкек, Киргизстан) — радянська киргизька акторка театру та кіно, народна артистка СРСР (1967).

## Вибіркова фільмографія
- «Салтанат» (1955)
- «Перший вчитель» (1965)
- «Білий пароплав» (1975)
- «Сонячний острів» (1977)
- «Весняні канікули» (1980)
- «Долина предків» (1989)
- «Кербез. Шалений втікач» (1989)